# Nézignan-l’Évêque
Nézignan-l’Évêque – miejscowość i gmina we Francji, w regionie Oksytania, w departamencie Hérault.
Według danych na rok 1990 gminę zamieszkiwały 753 osoby, a gęstość zaludnienia wynosiła 174 osoby/km² (wśród 1545 gmin Langwedocji-Roussillon Nézignan-l’Évêque plasuje się na 416. miejscu pod względem liczby ludności, natomiast pod względem powierzchni na miejscu 1041.).

## Bibliografia

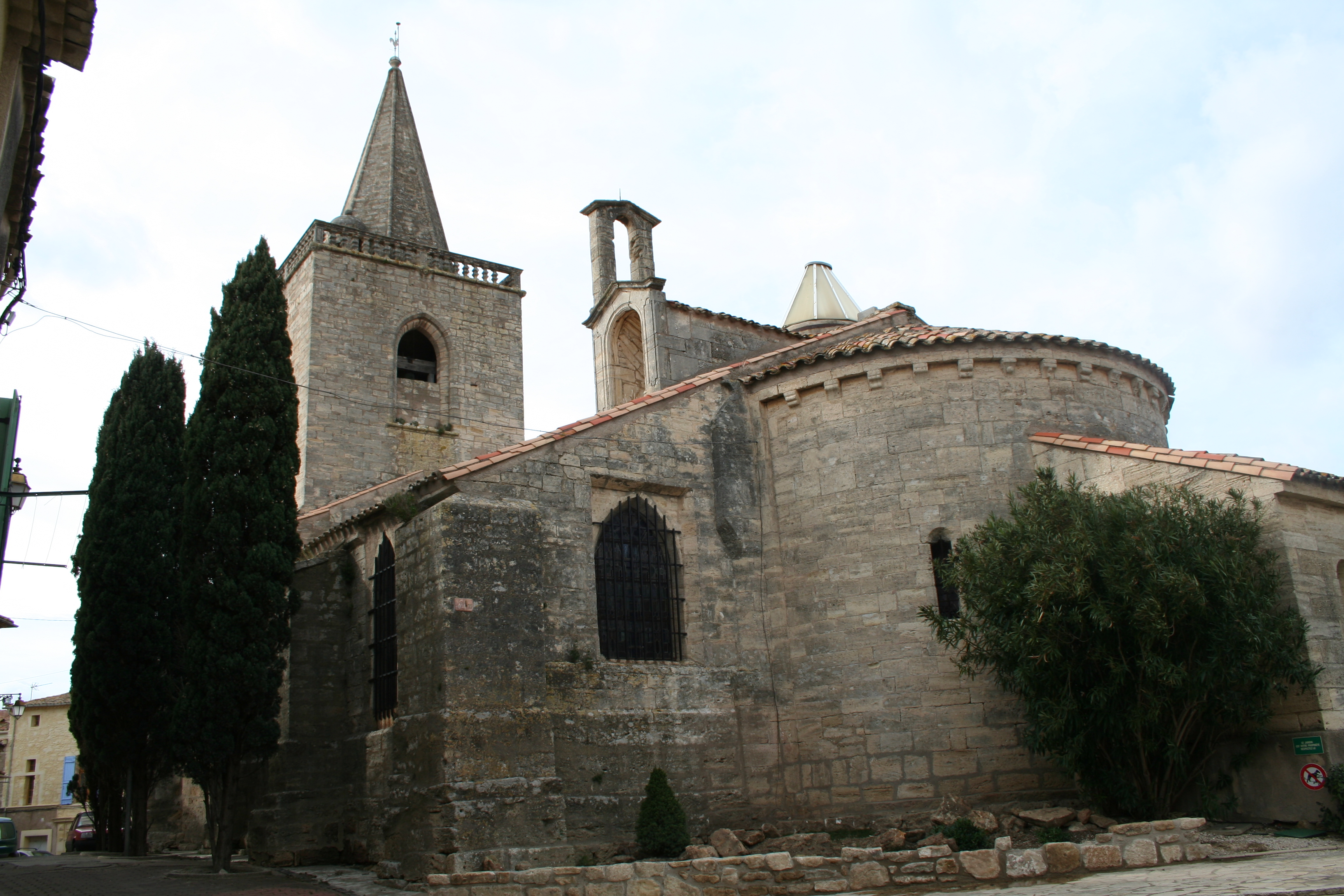
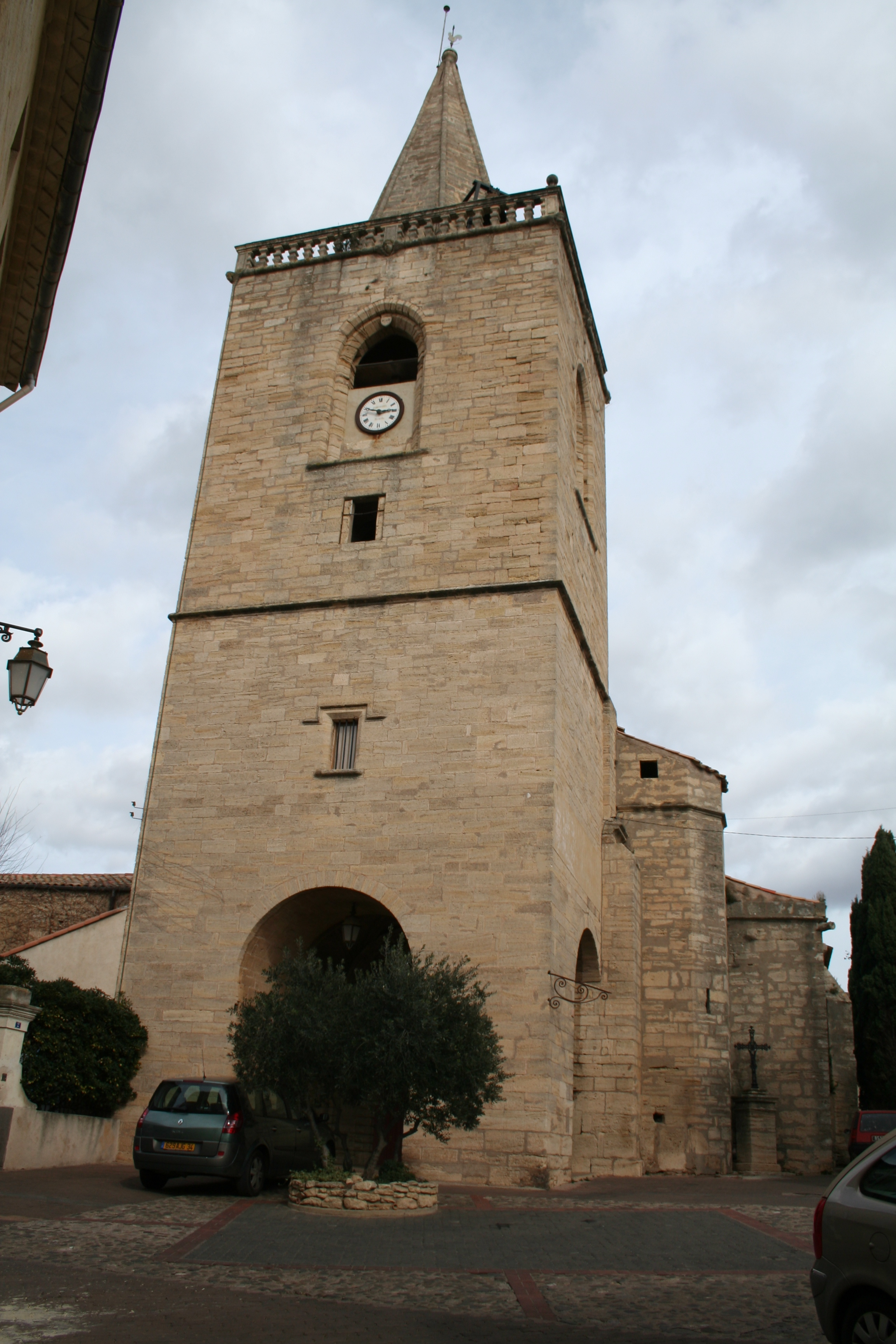
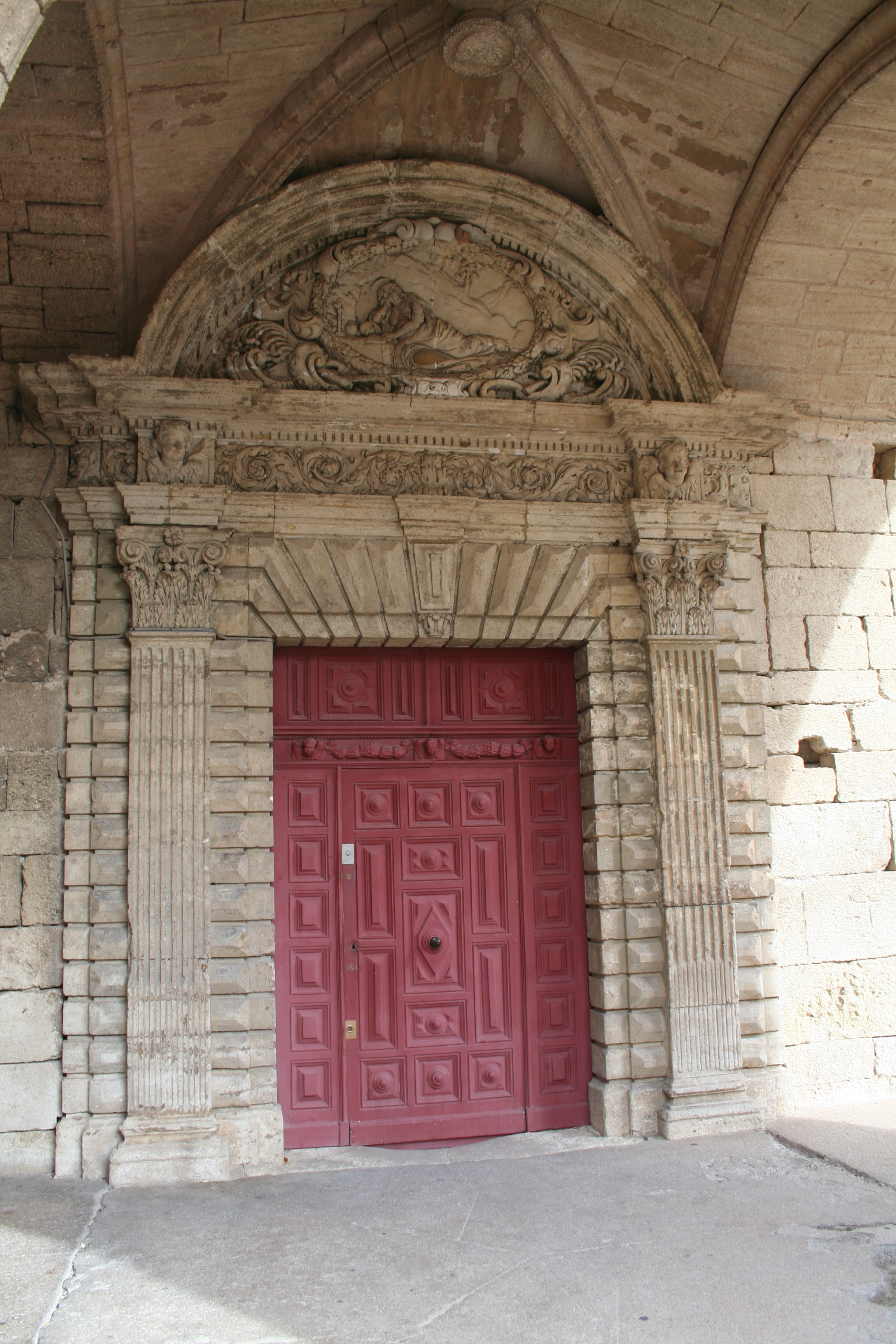